# Тригерманийпентаниобий
Тригерма̀нийпентанио́бий — бинарное неорганическое соединение, интерметаллид
ниобия и германия
с формулой Nb5Ge3,
кристаллы.

## Получение
- Спекание стехиометрических количеств чистых веществ в инертной атмосфере:

{\displaystyle {\mathsf {5Nb+3Ge\ {\xrightarrow {1000^{o}C}}\ Nb_{5}Ge_{3}}}}

## Физические свойства
Тригерманийпентаниобий образует кристаллы тетрагональной сингонии, пространственная группа I 4/mcm, параметры ячейки a = 1,0146 нм, c = 0,5136 нм, Z = 4,
структура типа трисилицида пентавольфрама W5Si3
.
Соединение конгруэнтно плавится при температуре 2180 °C и имеет область гомогенности 36,5÷44 ат.% германия .
При температуре выше 1550 °C и давлении выше 26 кбар происходит фазовый переход в структуру 
гексагональной сингонии,

параметры ячейки a = 0,7718 нм, c = 0,5370 нм, Z = 2
.
При температуре 1,02 К переходит в сверхпроводящее состояние  (0,3 К по данным
). При допировании соединения углеродом до состава Nb5Ge3C0,3 получается сверхпроводник с Тс = 15,3 К .